# Ле-Буа-д'Уен
Ле-Буа́-д'Уе́н (фр. Le Bois-d'Oingt) — колишній муніципалітет у Франції, у регіоні Овернь-Рона-Альпи, департамент Рона. Населення — 2261 осіб (2011).
Муніципалітет був розташований на відстані близько 370 км на південний схід від Парижа, 27 км на північний захід від Ліона.

## Історія
До 2015 року муніципалітет перебував у складі регіону Рона-Альпи. Від 1 січня 2016 року належав до нового об'єднаного регіону Овернь-Рона-Альпи.
1 січня 2017 року Ле-Буа-д'Уен, Уен i Сен-Лоран-д'Уен було об'єднано в новий муніципалітет Валь-д'Уен.

## Демографія
Динаміка населення ( ):
Розподіл населення за віком та статтю (2006):
| Стать | Всього | До 15 років | 15-24 | 25-44 | 45-64 | 65-85 | Понад 85 |
| --- | ------ | ----------- | ----- | ----- | ----- | ----- | -------- |
| Чоловіки | 976    | 220         | 120   | 220   | 284   | 124   | 8        |
| Жінки | 972    | 156         | 84    | 220   | 312   | 160   | 40       |
| \| Статево-вікова піраміда \| Статево-вікова піраміда \| Статево-вікова піраміда \| \| ----------------------- \| ----------------------- \| ----------------------- \| \| Чоловіки \| Вік \| Жінки \| \| 8 \| 85 + \| 40 \| \| 12 \| 80-84 \| 40 \| \| 36 \| 75-79 \| 48 \| \| 24 \| 70-74 \| 40 \| \| 52 \| 65-69 \| 32 \| \| 52 \| 60-64 \| 40 \| \| 76 \| 55-59 \| 100 \| \| 68 \| 50-54 \| 76 \| \| 88 \| 45-49 \| 96 \| \| 52 \| 40-44 \| 48 \| \| 72 \| 35-39 \| 72 \| \| 60 \| 30-34 \| 56 \| \| 36 \| 25-29 \| 44 \| \| 52 \| 20-24 \| 28 \| \| 68 \| 15-20 \| 56 \| \| 80 \| 10-14 \| 60 \| \| 84 \| 5-9 \| 48 \| \| 56 \| 0-4 \| 48 \| |        |             |       |       |       |       |          |
| Статево-вікова піраміда |        |             |       |       |       |       |          |
| Чоловіки | Вік    | Жінки       |       |       |       |       |          |
| 8 | 85 +   | 40          |       |       |       |       |          |
| 12 | 80-84  | 40          |       |       |       |       |          |
| 36 | 75-79  | 48          |       |       |       |       |          |
| 24 | 70-74  | 40          |       |       |       |       |          |
| 52 | 65-69  | 32          |       |       |       |       |          |
| 52 | 60-64  | 40          |       |       |       |       |          |
| 76 | 55-59  | 100         |       |       |       |       |          |
| 68 | 50-54  | 76          |       |       |       |       |          |
| 88 | 45-49  | 96          |       |       |       |       |          |
| 52 | 40-44  | 48          |       |       |       |       |          |
| 72 | 35-39  | 72          |       |       |       |       |          |
| 60 | 30-34  | 56          |       |       |       |       |          |
| 36 | 25-29  | 44          |       |       |       |       |          |
| 52 | 20-24  | 28          |       |       |       |       |          |
| 68 | 15-20  | 56          |       |       |       |       |          |
| 80 | 10-14  | 60          |       |       |       |       |          |
| 84 | 5-9    | 48          |       |       |       |       |          |
| 56 | 0-4    | 48          |       |       |       |       |          |

## Економіка
2010 року серед 1356 осіб працездатного віку (15—64 років) 995 були активними, 361 — неактивною (показник активності 73,4%, у 1999 році було 73,2%). З 995 активних мешканців працювали 924 особи (467 чоловіків та 457 жінок), безробітними було 71 (31 чоловік та 40 жінок). Серед 361 неактивної 118 осіб було учнями чи студентами, 136 — пенсіонерами, 107 були неактивними з інших причин.

У 2010 році в муніципалітеті числилось 905 оподаткованих домогосподарств, у яких проживали 2253,5 особи, медіана доходів виносила 20 606 євро на одного особоспоживача